# Cirrhilabrus katoi
Cirrhilabrus katoi е вид лъчеперка от семейство Labridae.

## Разпространение
Видът е разпространен в Япония.